# Coriscói nemzetközi repülőtér
A Coriscói nemzetközi repülőtér Egyenlítői-Guinea egyik nemzetközi repülőtere, amely Corisco szigetén található. A repülőtér 2011 decemberében nyílt meg.
A repülőtér 57 kilométerre van Libreville-től, Egyenlítői-Guinea fővárosától.

## Fordítás
Ez a szócikk részben vagy egészben  a   Carisco International Airport című angol Wikipédia-szócikk ezen változatának fordításán alapul.  Az eredeti cikk szerkesztőit annak laptörténete sorolja fel. Ez a jelzés csupán a megfogalmazás eredetét és a szerzői jogokat jelzi, nem szolgál a cikkben szereplő információk forrásmegjelöléseként.